# بيبي كيم
بيبي كيم هو مغني أمريكي ولد في 22 أكتوبر 2000.

## وصلات خارجية
- بيبي كيم على موقع IMDb (الإنجليزية)
- بيبي كيم على موقع ميوزك برينز (الإنجليزية)
- بيبي كيم على موقع أول ميوزيك (الإنجليزية)
- بيبي كيم على موقع ديسكوغز (الإنجليزية)